# ترانه‌شناسی سیرکاژی گویندارجان
این ترانه‌شناسی خواننده مرد هندی پخش سیرکاژی گویندارجان است که در بیش از ۹۰۰ آهنگ در فیلم‌های تامیل خوانده‌است. او بیشتر در آهنگ‌های فیلم تامیل و ترانه‌های مذهبی می‌خواند. او صدای خود را به بازیگران و طرفداران صنعت فیلم تامیل مانند ام. قهرمانان و بازیگران مکمل مانند آر اس منوهر، اس وی سببیاه، کاناداسان، سرگرد ساندارراجان و ثنگای سرینیواسان، سورولی راجان، استاد پرابهاکار هماهنگ می‌کرد.